# Edward Chester Plow
Edward Chester Plow CBE, DSO, CD, kanadski general, * 28. september 1904, St. Albans, † 25. april 1988, Brockville, Ontario.

## Življenjepis
Po študiju na Kolidžu spodnje Kanade (Lower Canada College) je leta 1921 vstopil v Kraljevi vojaški kolidž Kanade. 
Leta 1925 je postal častnik Kraljeve kanadske konjeniške artilerije (Royal Canadian Horse Artillery). Med drugo svetovno vojno je poveljeval artileriji 1. kanadskega korpusa; leta 1944 je bil povišan v brigadirja. 
Po vojni je bil povišan v generalmajorja in postal poveljnik Vzhodnega poveljstva (Halifax, Nova Škotska). Leta 1958 je bil imenovan za namestnika guvernerja Nove Škotske; na tem mestu je ostal vse do leta 1963.
Leta 1988 je umrl za pljučnim rakom v Brockvillu (Ontario).